# Moord op Albert Pot en Theo Grijp
De moord op Albert Pot en Theo Grijp werd op 23 mei 1936 gepleegd door een extreemrechtse verkiezingskandidaat in Antwerpen. De slachtoffers waren twee dokwerkers en socialistische vakbondsmilitanten.

## Moord
Voor de parlementsverkiezingen van 1936 gingen Albert Pot (1917-1936) en Theophiel Grijp (1899-1936) in de nacht van 22 op 23 mei affiches plakken. Toen ze klaar waren, werden ze geïnformeerd dat militanten van de Realistische Partij zich verdacht hadden gedragen aan het lokaal van de Belgische Transportarbeidersbond (BTB). Ze kwamen het viertal op het spoor aan de Italiëlei. In de confrontatie die volgde, nam Jean Awouters (1894-1944), Realistisch verkiezingskandidaat, zijn revolver en schoot Albert Pot neer. Hij stierf op weg naar de kliniek. Grijp achtervolgde de schutter, die naar het Grand Hôtel liep waar hij orkestleider was, en werd aan de Opera in de hals geschoten. Ook hij overleed nog vóór hij in het ziekenhuis was. De passerende douanebrigadier Pierre Dequeecker wist de daders te arresteren door hen met zijn dienstrevolver in bedwang te houden.

## Reactie
Mee door deze misdaden behaalde de Realistische Partij – die in 1935 in Brussel was doorgebroken met een rechts-populistisch programma – geen zetels in de verkiezingen van 24 mei en viel ze uit elkaar. Andere fascistische partijen, het Vlaams Nationaal Verbond en Rex, haalden daarentegen hoge scores.
De socialistische beweging begroef Pot en Grijp op 26 mei en combineerde rouw en protest in een massabetoging tegen het fascisme. Ze hield een 24 urenstaking en een week later legden de havenarbeiders het werk neer in wat zou uitgroeien tot een van de grootste algemene stakingen die België kende.

## Proces
Awouters stond terecht voor de correctionele rechtbank wegens doodslag, omdat uitlokking werd aangenomen als strafverminderende verschoningsgrond. Hij werd in eerste aanleg veroordeeld tot twaalf jaar gevangenisstraf. Het Brusselse hof van beroep bracht dit op 7 juli 1937 terug tot acht jaar en zes maanden. De cassatievoorziening van Awouters werd afgewezen, maar hij vervolgde met een verzoek tot herziening omdat nieuwe getuigen zouden kunnen aantonen dat hij uit wettige verdediging had gehandeld. Het Hof van Cassatie verwees de zaak in 1938 voor verder onderzoek naar het hof van beroep van Gent. Dat oordeelde op 8 juni 1939 dat er geen grond was tot herziening, en werd daarin enkele maanden later bevestigd door het Hof van Cassatie.

## Moord op de dader
Awouters werd kort na de Duitse bezetting in vrijheid gesteld. Hij bleef een rechtsextremistische antisemiet, die zich aansloot bij Rex en die tijdens de Tweede Wereldoorlog voor de Sipo-SD werkte. Hij werd begin 1944 in zijn huis in Chokier doodgeschoten tijdens een overval, waarbij ook zijn dochter Nelly het leven liet. De dader, Louis Matagne, werd na de oorlog veroordeeld voor moord en collaboratie.

## Graf
Pot en Grijp werden samen begraven op het Schoonselhof. Na het verlopen van de concessie in 1991 werd het vervallen gedenkteken weggenomen en kregen ze een plaats in het erepark. Op hun nieuwe grafzerk werd een anti-nazisonnet van Jan Greshoff uit 1933 aangebracht.

## Trivia
Het verhaal van Pot en Grijp kreeg een plaats in de negende aflevering van "Het verhaal van Vlaanderen". 

## Voetnoten
1. ↑  21 mei 2022: herdenking van de fascistische moord op Albert Pot en Theo Grijp, Het Observatorium, 4 mei 2022. Gearchiveerd op 21 juni 2025.
2. ↑  Wim Geldof, Maurice Dequeecker (1905-1985). Pionier van het sociaal toerisme, onderwijsmens, 28 jaar burgemeester van Deurne, de grootste randgemeente van Antwerpen, 2009, p. 27
3. ↑  Lieven Saerens, Vreemdelingen in een wereldstad. Een geschiedenis van Antwerpen en zijn joodse bevolking (1880-1944), 2000, p. 375-376
4. ↑  Cass. 12 oktober 1937, Pasicrisie belge, 1937, p. 282-283. Gearchiveerd op 16 oktober 2022.
5. ↑  Cass. 5 april 1938, Arresten van het Hof van Verbreking, 1938, p. 81. Gearchiveerd op 16 oktober 2022.
6. ↑  "Quid met J. Awouters", De Volksgazet, 30 oktober 1939
7. ↑  "'Mensen schreeuwden: neem mij!'", De Morgen, 20 juli 2017
8. ↑  Lieven Saerens, Vreemdelingen in een wereldstad. Een geschiedenis van Antwerpen en zijn joodse bevolking (1880-1944), 2000, p. 509. Gearchiveerd op 27 juli 2025.
9. ↑  "De moord op Awouters te Chokier", Vooruit, 26 januari 1944
10. ↑  Vonnis d.d. 16 april 1946 van de Krijgsraad van Luik, in beroep bevestigd door het Krijgshof op 4 oktober 1946 (Belgisch Staatsblad, 23 september 1948, p. 7633). Gearchiveerd op 27 juli 2025.
11. ↑  Anne-Mie Havermans, Parkbegraafplaats Schoonselhof in: Openbaar Kunstbezit in Vlaanderen, 2004, nr. 4, p. 24. Gearchiveerd op 18 oktober 2021.